# Moody County
Moody County ist ein County im US-amerikanischen Bundesstaat South Dakota. Das U.S. Census Bureau hat bei der Volkszählung 2020 eine Einwohnerzahl von 6336 ermittelt. Der Sitz der Countyverwaltung (County Seat) ist in Flandreau.
Innerhalb des Moody County befindet sich die Flandreau Reservation der Mdewakanton, einer Untergruppe der Sioux.

## Geografie
Das County liegt im Osten South Dakotas an der Grenze zu Minnesota auf ca. 500 m. Es hat eine Fläche von 1350 Quadratkilometern, wovon 4 Quadratkilometer Wasserflächen sind. Von Nord nach Süd wird das County vom Big Sioux River durchflossen, einem linken Nebenfluss des Missouri. An das Moody County grenzen folgende Nachbarcountys:
|             | Brookings County |                              |
| Lake County |                  | Pipestone County (Minnesota) |
|             | Minnehaha County |                              |

## Geschichte
Das Moody County wurde am 8. Januar 1873 gebildet. Benannt wurde es nach Colonel Gideon C. Moody, einem Politiker, von 1878 bis 1883 Richter am Obersten Gerichtshof von South Dakota und von 1889 bis 1891 US-Senator. 1865 bewilligte der Kongress 25.000 USD für den Bau einer Straße von Sioux City nach Fort Randall über Elk Point, Vermillion und Yankton. Für den Bau der ersten Brücke überhaupt über den Big Sioux River ließ sich Moody, der auch als Supervisor für dieses Projekt diente, ein transportables Sägewerk bauen, um benötigtes Holz vor Ort zuschneiden zu können.
13 Bauwerke und Stätten des Countys sind im National Register of Historic Places (NRHP) eingetragen (Stand 6. August 2018).

## Bevölkerungsentwicklung
Nach der Volkszählung im Jahr 2010 lebten im Moody County 6486 Menschen in 2614 Haushalten. Die Bevölkerungsdichte betrug 4,8 Einwohner pro Quadratkilometer. In den 2614 Haushalten lebten statistisch je 2,45 Personen.
Ethnisch betrachtet setzte sich die Bevölkerung zusammen aus 81,9 Prozent Weißen, 0,6 Prozent Afroamerikanern, 13,9 Prozent amerikanischen Ureinwohnern, 1,1 Prozent Asiaten sowie aus anderen ethnischen Gruppen; 2,5 Prozent stammten von zwei oder mehr Ethnien ab. Unabhängig von der ethnischen Zugehörigkeit waren 1,9 Prozent der Bevölkerung spanischer oder lateinamerikanischer Abstammung.
25,8 Prozent der Bevölkerung waren unter 18 Jahre alt, 58,9 Prozent waren zwischen 18 und 64 und 15,3 Prozent waren 65 Jahre oder älter. 50,0 Prozent der Bevölkerung war weiblich.

Das jährliche Durchschnittseinkommen eines Haushalts lag bei 49.016 USD. Das Pro-Kopf-Einkommen betrug 24.596 USD. 9,9 Prozent der Einwohner lebten unterhalb der Armutsgrenze.

## Ortschaften im Moody County
| Citys - Colman - Egan - Flandreau | Towns - Trent - Ward |

Indianerreservat
- Flandreau Reservation

## Gliederung
Das Moody County ist neben den drei Citys und vier Towns in 16 Townships eingeteilt:
| Township            | Einwohner (2010) | FIPS     |
| ------------------- | ---------------- | -------- |
| Alliance Township   | 95               | 46-00940 |
| Blinsmon Township   | 207              | 46-06020 |
| Clare Township      | 151              | 46-12060 |
| Colman Township     | 204              | 46-13260 |
| Egan Township       | 201              | 46-18500 |
| Enterprise Township | 267              | 46-19740 |
| Flandreau Township  | 372              | 46-21580 |
| Fremont Township    | 274              | 46-23060 |

| Township              | Einwohner (2010) | FIPS     |
| --------------------- | ---------------- | -------- |
| Grovena Township      | 173              | 46-26500 |
| Jefferson Township    | 160              | 46-32620 |
| Lone Rock Township    | 99               | 46-38500 |
| Lynn Township         | 287              | 46-39660 |
| Riverview Township    | 130              | 46-55260 |
| Spring Creek Township | 125              | 46-60460 |
| Union Township        | 182              | 46-65420 |
| Ward Township         | 66               | 46-68700 |